# Gruffydd Done
Gruffydd Done (* um 1501; † um 1566 oder um 1570) war ein walisischer Politiker und Gelehrter.

## Herkunft
Er entstammte der Nebenlinie der Familie Dwnn aus Südwales, sein Großvater Robert war der älteste Sohn von Gruffudd Dwnn aus Kidwelly. Gruffydd war der zweite Sohn von Owen ap Robert Done und von Sioned, einer Tochter von Lewys Ryd. 

## Leben
Ab 1518 errichtete er ein Anwesen in Ystrad Merthyr bei Kidwelly, das 1533 vollendet wurde. Neben zahlreichen anderen Ämtern war Done von 1543 bis 1558 Friedensrichter und von 1546 bis 1547 Sheriff von Carmarthenshire sowie 1549 und 1556 Bürgermeister von Carmarthen. 
1547 kandidierte er bei der Parlamentswahl in Cardigan gegen John Cotton. Nachdem am 24. September zunächst Cotton als Sieger der Wahl feststand, wurde Done am 28. September von Edward Herbert, dem Sheriff von Cardiganshire als Abgeordneter für das House of Commons benannt. Die genauen Umstände hierfür sind unbekannt, vermutlich wurde die erste Wahl angefochten und war Teil eines Machtkampfs zwischen den Jones, Devereux und Herberts in Südwestwales. Wegen Plünderung eines bretonischen Handelsschiffs vor Carmarthen wurde Done 1559 im Fleet-Gefängnis in London inhaftiert. 

## Bedeutung als Gelehrter
Seine Bedeutung liegt weniger in seinen Ämtern als in seiner Betätigung als Historiker und Gelehrter. Er sammelte zahlreiche walisische Schriften, wovon er 1564 über 64 Bände besaß, und förderte Barden in ganz Wales, weshalb viele Loblieder über ihn überliefert sind. In Merthyr Ystrad besuchten ihn zahlreiche Reisende, darunter der Bibliothekar John Leland sowie William Salesbury, der das Neue Testament ins Walisische übersetzte. 

## Familie und Nachkommen
In erster Ehe heiratete er um 1522 Ellen, eine Tochter von Henry ap John aus Rhydarwen, mit der er vier Söhne hatte. Um 1533 heiratete er in zweiter Ehe Gwenllian, eine Tochter von Lewis ap Thomas. Mit seiner zweiten Frau hatte er zwei Söhne und zwei Töchter. Von seinen acht Kindern starben drei Söhne 1533 an Krankheiten, ein weiterer Sohn starb 1537 und zwei Töchter 1545.